# John Barnard
Pour les articles homonymes, voir Barnard.
John Barnard, né le 4 mai 1946 à Wembley (Londres), est un ingénieur britannique. Spécialisé dans les sports mécaniques, il a été l'un des techniciens les plus réputés du monde de la Formule 1 dans les années 1980 et 1990, et a conçu des monoplaces victorieuses pour le compte des écuries McLaren, Ferrari et Benetton. À partir de 2003, et jusqu'à la disparition de l'écurie, John Barnard était le directeur technique de l'écurie de Kenny Roberts en MotoGP.

## Biographie
Diplômé de l'université de Watford, John Barnard fait ses débuts professionnels à la fin des années 1960 chez le constructeur Lola Cars, où il participe à la conception de petites monoplaces (Formula Vee, Formula SuperVee) ainsi que des prototypes engagés dans la série CanAm.
En 1972, il rejoint la Formule 1 et l'écurie McLaren, alors dirigée par Teddy Mayer. En tant que bras droit du directeur technique Gordon Coppuck, il contribue à concevoir la McLaren M23, qui deviendra championne du monde en 1974 avec Emerson Fittipaldi et en 1976 avec James Hunt. En 1975, il est recruté par l'écurie Parnelli, mais ne parvient pas à sauver l'écurie américaine, qui disparait début 1976. Contacté par Chaparral Cars, il dessine la fameuse Chaparral 2K à effet de sol avec laquelle Johnny Rutherford remporte en 1980 les 500 Miles d'Indianapolis.

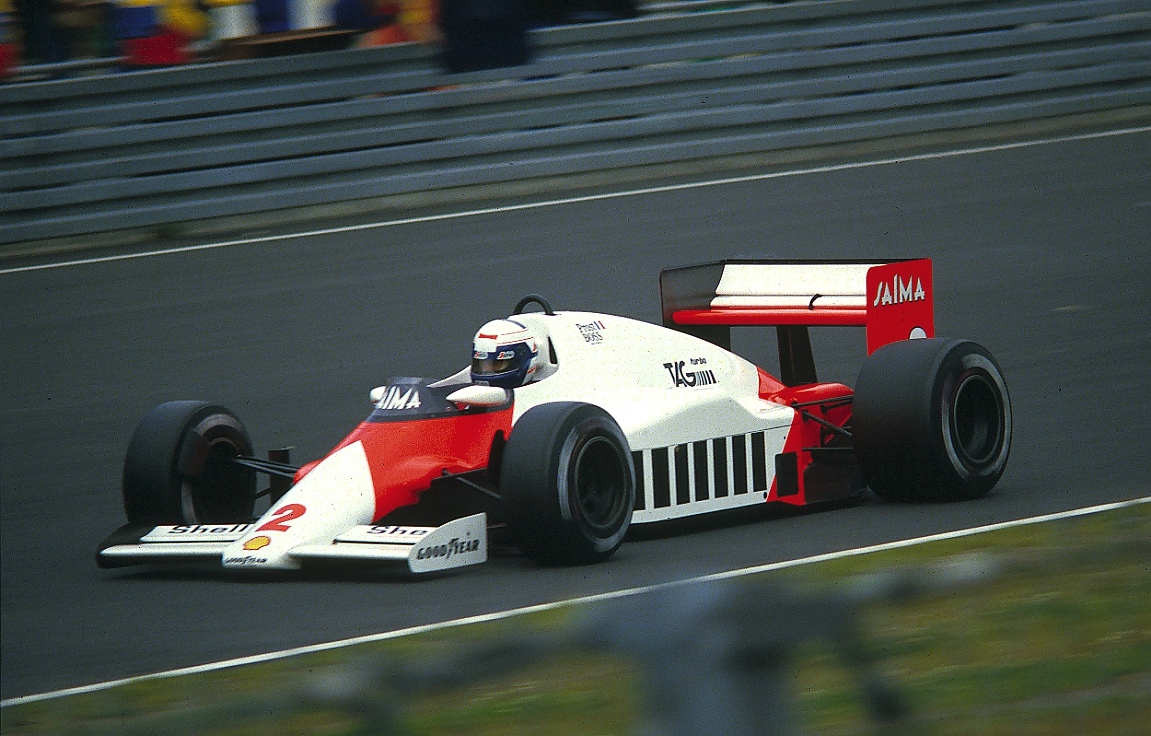
Alain Prost, champion du monde en 1985 sur la McLaren MP4-2B de Barnard.

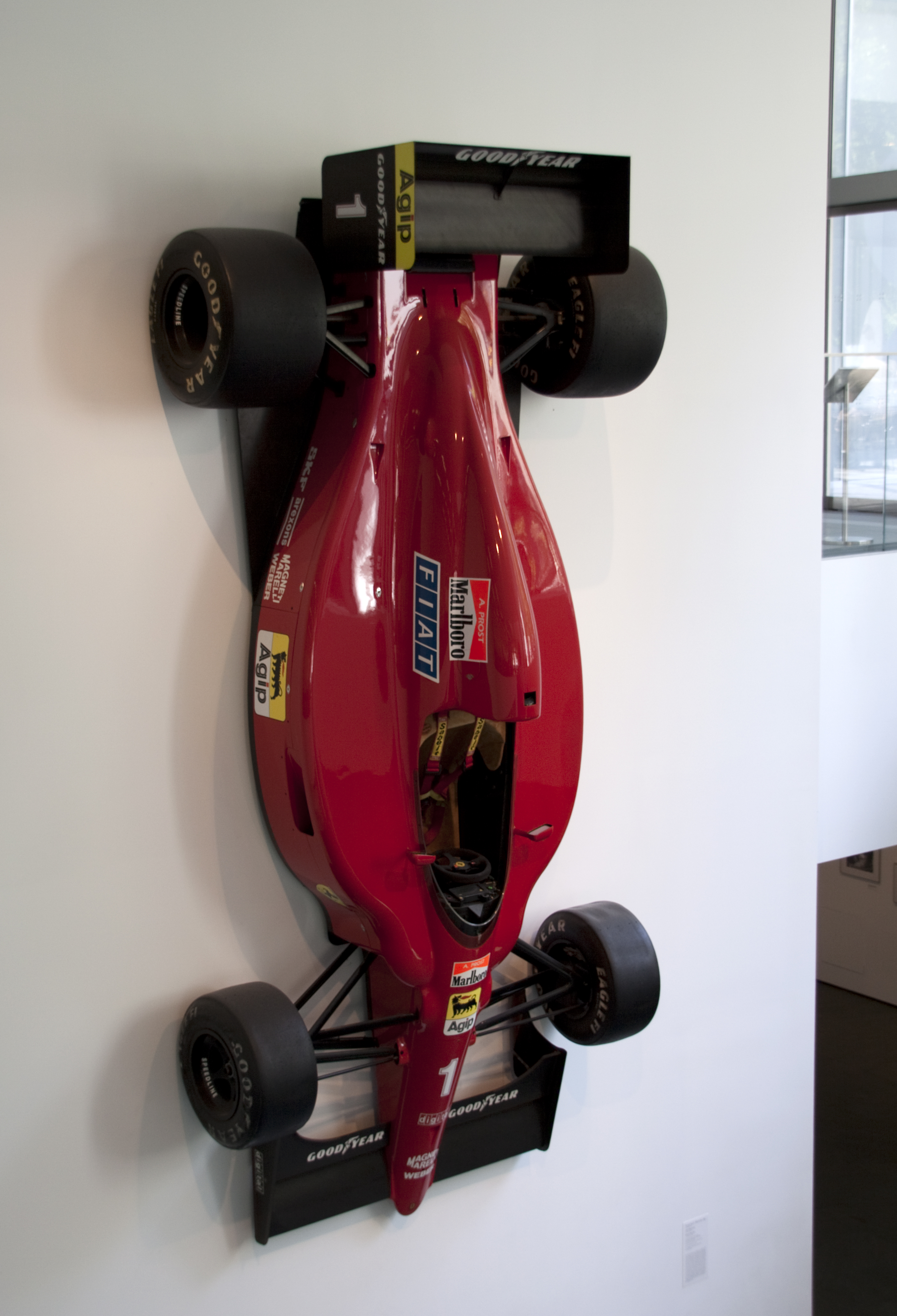
La Ferrari 641/2 d'Alain Prost exposée au MoMA (New York).

Cette réussite permet à Barnard de revenir au premier plan. Il est approché par Ron Dennis, qui envisage alors d'accéder à la Formule 1 avec son écurie Project Four. Il commence alors à travailler sur une monoplace révolutionnaire, à la coque en carbone. En fin d'année, Project Four fusionne avec la moribonde écurie McLaren, dont Barnard devient le nouveau directeur technique. Sous son impulsion, McLaren renoue avec le succès et décroche deux titres mondiaux des constructeurs (en 1984 et 1985) et trois titres mondiaux des pilotes (Niki Lauda en 1984, Alain Prost en 1985 et 1986).
Devenu l'ingénieur le plus réputé de la Formule 1, Barnard ne résiste pas au pont d'or que lui fait la Scuderia Ferrari, alors au fond du trou, en 1987. Son statut lui permet même de poser des conditions assez inhabituelles à sa venue puisqu'il obtient de pouvoir travailler pour Ferrari tout en restant en Angleterre, au sein d'une antenne technique (GTO, pour Guildford Technical Office) financée à grands frais par l'équipe italienne. Malgré des résultats en progression régulière, la Scuderia ne pourra rien faire contre les McLaren-Honda. Les meilleurs résultats interviennent en 1990 avec la Ferrari 641 (conçue par Barnard, mais développée par d'autres puisqu'il a quitté la Scuderia fin 1989) avec laquelle Prost termine vice-champion du monde.
Fin 1989, Barnard rejoint Benetton. Même s'il intervient sur la Benetton B190, principalement l'œuvre de Rory Byrne, sa première véritable conception est la Benetton B191, qui malgré un potentiel intéressant s'avère loin d'être l'arme tant espérée. Ses relations avec le directeur de l'écurie Flavio Briatore étant de plus en plus conflictuelles, il est limogé au lendemain du GP du Canada 1991, qui ironiquement, a été remporté par Nelson Piquet sur la B191.

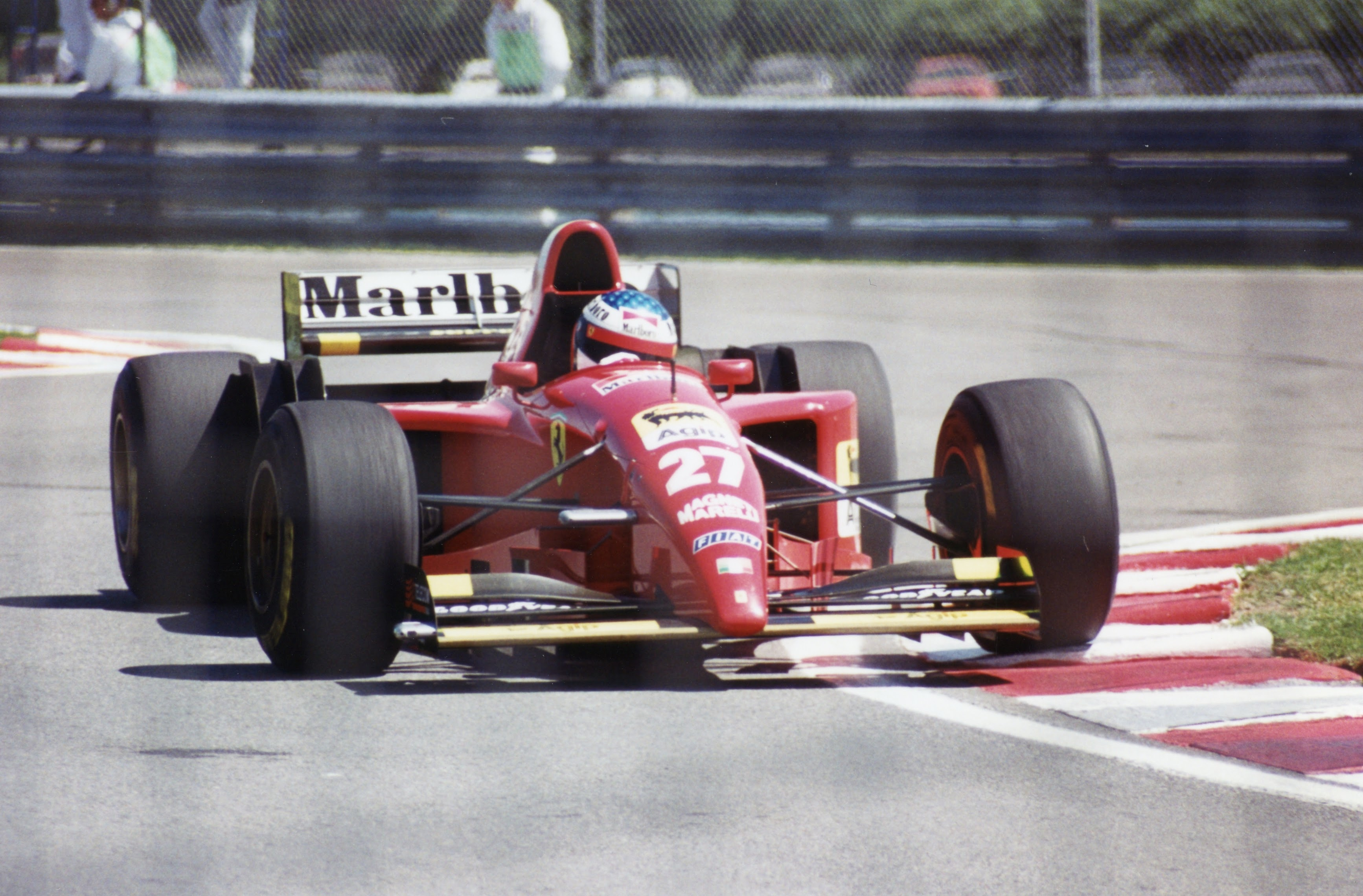
La Ferrari 412 T1 lors de la victoire de Jean Alesi au GP du Canada 1995.

De retour chez Ferrari en 1993, il obtient à nouveau le droit de diriger le département technique à partir d'une antenne délocalisée (le Ferrari Design and Development). Mais à nouveau, si les résultats de l'équipe italienne repartent lentement à la hausse, ils ne sont pas véritablement à la hauteur du statut de Barnard et du budget de l'équipe. À l'issue de la saison 1996, Jean Todt réorganise en profondeur le département technique et remplace John Barnard par Ross Brawn à la direction technique. À noter toutefois que la Ferrari de 1997, en grande partie l'œuvre de Barnard, permettra à Michael Schumacher de lutter pour le titre mondial jusqu'à l'ultime course de la saison à Jerez.
En 1997, John Barnard est engagé par la petite écurie Arrows, qui affiche de grandes ambitions depuis son rachat par Tom Walkinshaw l'année précédente. Mais hormis quelques coups d'éclat (dont la deuxième place de Damon Hill au GP de Hongrie 1997), les résultats peinent à décoller et l'association Barnard-Walkinshaw ne tarde pas à battre de l'aile, et aboutit à une rupture en 1998. À la tête de sa société B3 Technologies (qui est en réalité issue de l'antenne Ferrari Design and Development, rachetée à la Scuderia), Barnard collabore lors des saisons suivantes avec l'écurie française Prost Grand Prix, mais sans résultats notables.
À partir de 2003, et jusqu'à la disparition de l'écurie, John Barnard était le directeur technique de l'écurie de Kenny Roberts en MotoGP.
En 2020, il déclare que le meilleur pilote avec lequel il a collaboré en Formule 1 — parmi lesquels se trouvent les champions du monde Niki Lauda, Michael Schumacher, Nigel Mansell ou encore Damon Hill — est « Alain Prost, sans l'ombre d'un doute ».

## Hommages
La Ferrari 641/2 de 1990 d'Alain Prost, conçue par John Barnard, est exposée depuis des années dans la section Architecture and Design du Museum of Modern Art (MoMA) de New York, ainsi que des croquis de travail.